# Eogaleus bolcensis
L’eogaleo (Eogaleus bolcensis) è un pesce cartilagineo estinto, appartenente ai carcariniformi. Visse nell’Eocene medio (circa 48 milioni di anni fa) e i suoi resti fossili sono stati ritrovati in Italia, nel famoso giacimento di Bolca.

## Descrizione
Questo squalo era di medie dimensioni e solitamente non oltrepassava il metro e mezzo di lunghezza. Possedeva un corpo snello e piuttosto allungato, mentre la testa era larga e il muso arrotondato.  La bocca era posta ventralmente; erano presenti due piccole pinne dorsali di forma triangolare nella parte posteriore del corpo. La pinna caudale era probabilmente dotata di un grande lobo superiore. Le pinne pettorali erano lunghe e di forma triangolare.

## Classificazione
Eogaleus bolcensis venne descritto per la prima volta nel 1975 da Cappetta, sulla base di fossili ottimamente conservati e ritrovati nella famosa Pesciara di Bolca, in provincia di Verona. Eogaleus è un tipico rappresentante dei carcarinidi (Carcharhinidae), un gruppo di squali attualmente rappresentati da una quantità di forme molto diffuse. Anche se questo animale era molto simile all’attuale genere Galeus, non è strettamente imparentato con quest'ultimo.

## Paleoecologia
Eogaleus era un predatore attivo, che probabilmente si nutriva dei numerosi pesci che vivevano nel caldo mare tropicale dalle acque calme dell’Eocene europeo.